# Glaucosphaeraceae
Glaucosphaeraceae, porodica crvenih algi, dio su razreda Glaucosphaerales. Priznate su tri vrste u tri monotipska roda.

## Rodovi
1. Glaucosphaera Korshikov
2. Neorhodella J.L.Scott, A.Yokoyama, C.Billard, J.Fresnel & J.A.West
3. Rhodella L.V.Evans